# Pegomya fodiens
Pegomya fodiens är en tvåvingeart som först beskrevs av Friedrich Georg Hendel 1925.  Pegomya fodiens ingår i släktet Pegomya och familjen blomsterflugor. Inga underarter finns listade i Catalogue of Life.